# Mount Pleasant, New South Wales
Mount Pleasant är en ort i Australien. Den ligger i delstaten New South Wales, i den sydöstra delen av landet, omkring 44 kilometer norr om delstatshuvudstaden Sydney. Antalet invånare är 906.
Trakten är tätbefolkad. Närmaste större samhälle är Umina, nära Mount Pleasant. Genomsnittlig årsnederbörd är 1 380 millimeter. Den regnigaste månaden är februari, med i genomsnitt 200 mm nederbörd, och den torraste är juli, med 36 mm nederbörd.